# De jurk
De jurk  is een Nederlandse speelfilm uit 1996 van  de Nederlandse regisseur Alex van Warmerdam. Naast het regisseren schreef hij zelf het scenario, hij speelde een rol, en hij produceerde samen met zijn broer Marc van Warmerdam en Ton Schippers. De muziekscore werd verzorgd door zijn andere broer, Vincent van Warmerdam. De jurk kwam uit in 1996, en vertelt het verhaal van een zomerjurk en de mensen die er achtereenvolgens mee in aanraking komen, in het bijzonder treinconducteur De Smet, gespeeld door Alex van Warmerdam. De jurk is de katalysator van de grillige gebeurtenissen in de film, die afwisselend tragisch en komisch zijn.

## Verhaal
Tijdens de vergadering waarin confectiedirecteur Loohman een blauw bladmotief uitkiest voor een nieuwe zomerjurk, wordt adviseur Van Tilt op staande voet ontslagen. De jurk komt in de winkels te liggen en wordt gekocht door een bejaard echtpaar. De vrouw raakt echter depressief, en krijgt een beroerte. Tijdens een onweer waait de jurk van de waslijn en komt in de handen van een tuinman (Jack Wouterse) die hem schenkt aan de werkster (Ariane Schluter). Deze draagt de jurk in de trein, waar treinconducteur De Smet (Alex van Warmerdam) haar ontmoet. Hij volgt haar heimelijk naar het atelier van een kunstenaar met wie zij een relatie heeft. De Smet kruipt bij haar in bed en verleidt haar op een eigenaardige wijze, en hij vlucht als de kunstenaar weer terugkeert.
De Smet ontmoet haar de volgende dag weer en neemt haar mee naar de slaapkamer van een huis, dat het zijne niet blijkt te zijn. De eigenaresse (Annet Malherbe) komt thuis en houdt de twee onder schot, wat uitloopt op een achtervolging te voet. De werkster weet aan de conducteur te ontsnappen door in een lege bus te stappen, met als gevolg dat de buschauffeur haar later probeert aan te randen.
De volgende dag geeft ze de jurk boos weg aan een collecte voor Afrika. De jurk wordt bijgesteld en opnieuw in een kledingwinkel opgehangen, waar hij wordt gekocht door een tienermeisje (Ricky Koole). De Smet komt ook haar tegen in de trein, en hij breekt later bij haar in, en dwingt haar om naast hem de nacht door te brengen. Zij ontsnapt aan hem in de ochtend. In het park wordt haar tas, met daarin de jurk, gestolen door een zwerfster (Olga Zuiderhoek), die daarop de jurk zelf aantrekt. In de winter overlijdt zij echter, en Van Tilt (Henri Garcin), inmiddels een zwerver geworden, die voor haar probeerde te zorgen scheurt een stukje van de jurk af en gebruikt die daarna als sjaal en zakdoek. Als het hem eindelijk lukt een tongzoen van een parkhoertje (Susan Visser) te krijgen voor 100 gulden, gooit hij het laatste stukje van de jurk weg (de rest was in het crematorium verbrand) en dat laatste stukje wordt verscheurd door een elektrische grasmaaier.
In een museum zien we later het schilderij waaraan de kunstenaar werkte nu voltooid hangen. Op het schilderij is de blauwe zomerjurk met het bladmotief van het verhaal afgebeeld. De Smet ziet dit, en snijdt de jurk uit het schilderij, met de bedoeling om het te stelen. Hij wordt echter gegrepen door de museumsuppoosten en afgevoerd, terwijl hij zijn credo "ik ben normaal" als een waanzinnige uitschreeuwt.

## Rolverdeling
| Acteur              | Personage     |
| ------------------- | ------------- |
| Henri Garcin        | Van Tilt      |
| Ingeborg Elzevier   | Mrs. Van Tilt |
| Khaldoun Elmecky    | Cremer        |
| Margo Dames         | Stewardess    |
| Frans Vorstman      | Loohman       |
| Peter Blok          |               |
| Jacob Derwig        | Koerier       |
| Alex van Warmerdam  | De Smet       |
| Rudolf Lucieer      | De Vet        |
| Maike Meijer        | Eva           |
| Carol van Herwijnen | shopassistent |
| Rijk de Gooyer      | Martin        |
| Elizabeth Hoytink   | Stella        |
| Jack Wouterse       | tuinman       |
| Ariane Schluter     | poetsvrouw    |
| Kees Hulst          | overbuurman   |
| Ricky Koole         | Chantalle     |

## Prijzen
- 1996 - Prijs van de Nederlandse filmkritiek op het Nederlands Film Festival.